# Hisako Ichiki
Hisako Ichiki, conosciuta anche come Corazza (Armor), è un personaggio dei fumetti creato da Joss Whedon (testi) e John Cassaday (disegni), pubblicato dalla Marvel Comics. Apparsa per la prima volta sulle pagine di Astonishing X-Men (terza serie) n. 4 (ottobre 2004), Hisako è una dei pochi mutanti che dopo la decimazione ha mantenuto i propri poteri.

## Biografia del personaggio

### Origini
Hisako Ichiki è una giovane studentessa asiatica dello Xavier Institute il cui sogno è diventare un giorno un membro degli X-Men. Prima dell'M-Day, si suppone che facesse parte della squadra degli Excelsiors dell'Uomo Ghiaccio o degli Exemplars di Bestia, anche se nessuna delle due ha mai avuto una lista ufficiale dei membri. Assieme a Wing, suo migliore amico, fu attaccata dall'alieno Ord, che successivamente 'curò' il ragazzo con un siero sperimentale. Traumatizzato, questi si suicidò nella Stanza del Pericolo, donandole la vita. La Stanza, ora nominatasi Danger, durante l'attacco alla scuola da parte di una sentinella da lei stessa richiamata, intrappolò Hisako, Kitty Pryde e molti altri studenti minacciandoli di morte dopo aver assunto le sembianze di Wing e aver spiegato la parte avuta nel suo suicidio.
Hisako ha avuto un ruolo secondario nella miniserie Accecati dalla luce. La sua figura è riconoscibile solamente dall'armatura che l'avvolge, visto che l'apparizione è priva di dialogo.

### X-Men
Durante l'apparizione del Club infernale allo Xavier Institute, Hisako trova Blindfold nel bagno delle ragazze in lacrime, questa le dice che presto perderanno un altro membro ed improvvisamente irrompono nel bagno sia Wolverine (la cui psiche manipolata da Cassandra Nova, lo fa agire come una ragazzina) che Bestia (anch'egli manipolato da Cassandra, adesso libero dai suoi freni inibitori e completamente animalizzato). Dopo essersi battute con l'X-Man, le due ragazze, si dirigono quindi in infermeria dove trovano Colosso svenuto. Poco dopo appare Kitty Pryde, e contemporaneamente Ord e Danger attaccano l'istituto scontrandosi con Wolverine e Hisako. In seguito, Emma Frost riversa la coscienza di Cassandra Nova nella mente di Hisako, anche se non si tuttora rimane sconosciuto se tale processo abbia avuto successo. Insieme a Colosso, Shadowcat, Ciclope, Wolverine, Bestia ed Emma Frost, viene teletrasportata sulla stazione spaziale dello S.W.O.R.D. dove con Abigail Brand a capo dell'organizzazione, vengono spediti sul pianeta Breakworld. Gli X-Men vengono poi a conoscenza del motivo per cui sono stati rapiti: Breakworld possiede un'arma capace di distruggere la Terra ed intende utilizzarla se la profezia che vede Colosso come distruttore del loro pianeta si avverasse. Dopo essere fuggito dalla custodia degli agenti, Ord invia le coordinate della nave spaziale sulla quale viaggiano gli X-Men alla flotta del proprio pianeta, che l'attacca e la distrugge, costringendo gli occupanti a dividersi in due squadre: la prima formata da Ciclope, Emma, Bestia e Abigail Brand, la seconda da Colosso, Shadowcat, Wolverine e Hisako. Mentre stanno precipitando sul pianeta vengono colpiti ed il gruppo si divide ancora una volta. Giunti a terra, Hisako decide di assumere il nome in codice di Corazza, e di entrare e far parte del gruppo. Dopo essersi ricongiunta con il gruppo principale, assieme a Wolverine sale a bordo dell'astronave dove Ciclope si sacrificherà per permettere loro di salvarsi. Pianto il compagno caduto, Corazza e Wolverine vengono catturati dalle forze del Powerlord Krunn e rinchiusi in prigione. Alla resurrezione di Scott, lei e Logan accorrono in soccorso dell'amico prima di essere inviati come scorta di Shadowcat nel luogo dove è custodito il missile. Dopo gli eventi che portarono alla scomparsa di Kitty nello spazio, per risollevare il morale di Logan, Hisako gli propose di cominciare il suo addestramento.

### Messiah Complex
Hisako, rispondendo alla chiamata di Surge, si unisce ai New X-Men e fa irruzione all'interno di una delle cattedrali dove risiedono i Purificatori. Nel successivo scontro con Lady Deathstrike e i suoi Reavers, assiste al ferimento di Satiro e, prima della battaglia finale sull'isola Muir dove aiuterà gli X-Men in carica, si occuperà di fermare il Predatore X assieme a Gentle di modo che non ferisca Elixir, Nightcrawler e chiunque si trovi all'interno dell'infermeria dello Xavier Institute.
Durante l'invasione aliena di San Francisco Corazza, assieme a Colosso e Cannonball, smantella alcune unità terrestri guidate dagli Skrull.

### Ghost Box
Ancora incerta sul suo nome di battaglia, Hisako prende parte alla missione che concerne l'omicidio di uno pseudo-mutante fra le strade di S.F. Con gli X-Men parte quindi alla volta di Chaparanga, sito dedito allo smantellamento di astronavi sulle coste della Cina. Qui sventano il tentativo di annessione della loro dimensione da parte del Soggetto X e si dirigono verso la città-fortezza di Tian. Giunti sul luogo scoprono i resti di una base mutante ormai abbandonata e, messasi alla ricerca di eventuali nemici con Wolverine, prende parte allo scontro con un misterioso mutato. Compreso che dietro a tutti questi misteri si nascondeva Forge, il gruppo decide di andargli a far visita nella sua nuova base sul Monte Wundegore. Appreso dall'uomo di una guerra tras-dimensionale con altri mutanti, gli X-Men pongono fine alla questione facendo in modo che Abigail Brand spari un raggio laser sul laboratorio distruggendo la Ghost box e, apparentemente, uccidendo Forge.

## Poteri e abilità
Hisako è capace di generare un'armatura di energia psionica che le avvolge completamente il corpo e le dona una forza e una resistenza sovrumana. È anche capace di rilasciare l'energia accumulata nella sua creazione sotto forma di un muro di energia solida. Tuttavia gli artigli di adamantio di Wolverine sono in grado di oltrepassare la protezione dell'armatura, anche se il resto del suo corpo rimane impossibilitato a penetrarla. La corazza può anche essere attraversata dalla luce, per questo un raggio laser sarebbe in grado di colpirla.
Inizialmente l'armatura era di colore azzurro e di limitata potenza, mentre successivamente ad un aumento di potenza essa divenne rosso cremisi e la sua grandezza e manovrabilità aumentò. Adesso Hisako può usarla in vari modo, dall'ingrandirla per avvolgere altri con sé all'utilizzarla per forgiare armi di vario tipo, tra cui degli artigli simili a quelli di Wolverine. La potenza dell'armatura psionica non è infinita, ed essa con il tempo tende ad indebolirsi.
Secondo Hisako, l'armatura è derivante dalla forza combinata di tutti i suoi antenati ed infatti assume la forma di un'armatura giapponese feudale, con tanto di visiera.

## Altre versioni

### Ghost Boxes
In un futuro alternativo situato 5 anni dopo l'Annessione, Hisako, Bestia e Wolverine (confinato su una sedia a rotelle) sono gli ultimi superstiti della grande battaglia per il pianeta. Dopo aver seguito le indicazioni di Wolverine, convinto che Kitty sia tornata sulla Terra ed abbia trovato un modo per evacuarne gli abitanti, i tre giungono ai margini di un cratere nel quale sono stati uccisi migliaia di persone. Ormai snervata dalla forzata convivenza con i due Hisako spezza il collo di Bestia e brucia il corpo di Wolverine che dopo sette intere ore smette di rigenerarsi, lasciandola finalmente libera.

### Universo Ultimate
Sulla Terra-6160 , la sua versione di Corazza è la protagonista del revival del 2024 di Ultimate X-Men di Peach Momoko.
Durante la trama di Ultimate Invasion, il Creatore ha visitato la Terra-6160 e ha iniziato a rimodellarla a sua immagine, rimodellando lo status quo politico globale in un nuovo ordine mondiale. Hisako Ichiki vive a Hi no Kuni, un blocco di potere che include i territori del Giappone.